# Jari Rantanen
Jari Rantanen (* 31. prosince 1961, Helsinky, Finsko) je bývalý finský fotbalový útočník a reprezentant.

## Fotbalová kariéra
Mimo Finska hrál ještě v Anglii, Švédsku, Portugalsku a Belgii.
V sezóně 1986/87 byl v dresu IFK Göteborg s pěti vstřelenými góly (z deseti zápasů) mezi čtveřicí nejlepších střelců Poháru UEFA (společně s ním ještě Brazilec Paulinho Cascavel a Nizozemci Peter Houtman a Wim Kieft). IFK Göteborg tento ročník Poháru UEFA vyhrál.
V seniorské reprezentaci Finska debutoval v roce 1984. Celkem odehrál v národním A-týmu v letech 1984–1989 29 zápasů a vstřelil 4 branky.
Kluby
| –1983     | HJK Helsinki          |
| 1983–1984 | GD Estoril-Praia      |
| 1984–1985 | HJK Helsinki          |
| 1984–1985 | GD Estoril-Praia      |
| 1985–1986 | Beerschot VAC         |
| 1986–1987 | IFK Göteborg          |
| 1987–1989 | Leicester City FC     |
| 1989–1990 | HJK Helsinki          |
| 1993–1995 | Finnairin Palloilijat |
| 1996      | HJK Helsinki          |
| 1997      | Pallokerho-35         |
| 1997      | Finnairin Palloilijat |
| 1998      | Pallokerho-35         |
| 1998      | Finnairin Palloilijat |
| 2000      | AC Vantaa             |